# La Cresse
La Cresse település Franciaországban, Aveyron megyében. Lakosainak száma 323 fő (2022. január 1.). La Cresse Compeyre, Millau, Paulhe, Peyreleau, Rivière-sur-Tarn és La Roque-Sainte-Marguerite községekkel határos.

## Népesség
A település népessége az elmúlt években az alábbi módon változott:
| Lakosok száma | 239  | 231  | 255  | 301  | 324  | 319  | 317  | 324  | 323  | 323  |
|               | 1968 | 1982 | 1990 | 2006 | 2013 | 2015 | 2017 | 2019 | 2020 | 2022 |